# Северна комбинация
Северната комбинация е зимен спорт под егидата на Международната ски федерация, който включва 2 дисциплини - ски скокове и ски бягане.
Ски скоковете се извършват от голяма и малка шанца. Както и при ски скоковете за всяка шанца се определя средна дължина на скока, като състезателите получават 60 точки, ако скочат точно на такава дължина. За всеки половин метър повече или по-малко се добавя или отнема една точка. Оценките за стил се дават от петима съдии от различни националности, като най-силната и най-слабата оценка не се зачитат.
Въз основа на получения точков актив се определя стартовия ред на състезателите във втората дисциплина, като всяка точка разлика от скоковете се трансформира в секунди закъснение по метода на Гундерсен. Ски бягането започва победителя от ски скоковете, последван от останалите. Победител е състезателят, който пресече финалната линия първи.

## Дисциплини
В олимпийската програма влизат три дисциплини от северната комбинация - индивидуално от малка и голяма шанца и отборно състезание. Северната комбинация със скокове от нормална шанца е част от олимпийската програма от първите зимни олимпийски игри в Шамони през 1924 г. Отборното състезание дебютира на игрите в Калгари през 1988, а състезанието от голяма шанца дебютира на игрите в Солт Лейк Сити през 2002 г. 
В програмата на световните първенства влиза и масовият старт.

### Индивидуално от малка шанца
Индивидуалното състезание от малка шанца се състои от един скок от малка шанца и 10 км ски бягане.

### Индивидуално от голяма шанца
Индивидуалното състезание от голяма шанца се състои от един скок от голяма шанца и 10 км ски бягане.

### Отборно
В отборното състезание участват отбори с по четирима състезатели. Всеки състезател скача по веднъж от малка шанца, а резултатите на състезателите от един отбор се събират. Ски бягането е щафета от 4 х 5 км.

### Отборен спринт
Отборът се състои от двама души. Всеки скача по веднъж от голяма шанца, след което има ски бягане от 15 км под формата на преследване. Една обиколка е 1.500 км, като има общо 5 смени на поста. Така всеки комбинатор бяга по 5 поста или общо 7.500 км.

### Масов старт
Масовият старт започва с 10 км ски бягане, последвани от скок. Дават се точки за бягането, като най-бързият състезател получава 120 точки. Печели състезателят с най-голям сбор от точки. 